# جبل الشهبة
جبل الشهبة أو الشهباء أو الضرسية؛ هو أحد جبال محافظة عفيف في منطقة الرياض، ويقع على بُعد 90 كيلو مترًا غربي مدينة عفيف.

## المعادن
يعد جبل الشهبة من المواقع التعدينية بالمملكة العربية السعودية، يُستخرج من الجبل رخام بلون أبيض رمادي بالإضافة إلى تواجد معدن دولومايت فيه والذي يمكن استخدامه كحجر للزينة، وأحيانا لصهر الحديد والصلب وفي صناعة الزجاج المصقول وكعامل حفاز لتدمير القطران في درجات الحرارة العالية. بالإضافة إلى كونه معدناً صناعياً، يحظى الدولوميت بتقدير كبير لمجمعي التحف والمتاحف عندما يشكل الدولوميت بلورات كبيرة وشفافة.